# Power Rangers : Turbo
Chronologie
Zeo Dans l'espace
Power Rangers : Turbo est la cinquième saison de la série télévisée américaine Power Rangers, adaptée du super sentai Gekisō Sentai Carranger et produite par Saban Entertainment.
Composée de 45 épisodes de 24 minutes, elle a été diffusée aux États-Unis à partir du 8 septembre 1997 et en France, en 1998 sur TF1 dans l'émission TF! Jeunesse.

## Synopsis
Les pouvoirs du cristal Zeo sont devenus inutiles depuis qu'une nouvelle ennemie a fait son apparition : Divatox, une femme pirate d'une lointaine galaxie. Divatox décide d'attaquer les rangers le jour de la remise des diplômes, afin de se venger de l'échec de son mariage avec Maligore (voire Power Rangers Turbo : le Film). Rocky, blessé au dos lors d'un entraînement et remplacé au pied levé par Justin (un jeune garçon de 12 ans) lors des événements précédents, décide de renoncer pour de bon à ses pouvoirs et d'ouvrir un dojo.
Après avoir déjoué la première attaque de Divatox, les Rangers doivent faire face à un nouveau départ : celui de Zordon et d'Alpha 5, qui retournent sur Eltar, la planète d'où vient Zordon. Ils sont remplacés par Dimitria (une femme médium qui prend la place de Zordon dans son tube) et Alpha 6.
Mais les Rangers doivent vite faire face à la fureur de Divatox et sont contraints d'apprendre à se servir de leurs nouveaux pouvoirs. Ils seront aidés par le Centurion bleu, venu du futur pour empêcher l'avènement d'une catastrophe. Au milieu de la série, les quatre rangers vétérans (Tommy, Adam, Kat et Tanya), ayant atteint l'âge adulte, sont remplacés par Cassie (Ranger rose), Ashley (Ranger jaune), T. J. (Ranger rouge) et Carlos (Ranger vert). La nouvelle équipe sera contactée par le Ranger fantôme (le 6e Turbo Ranger), venu d'une autre planète, qui les aidera dans leur mission.
Mais, à la fin de la série, Divatox trouve le centre de commande et l'attaque avec toute son armée de Piranhatrons. Les Rangers sont vite battus et perdent leurs pouvoirs alors que le centre de commande est détruit. Leur seul espoir : partir dans l'espace en espérant y trouver de nouveaux pouvoirs pour combattre le mal. Ils s'enfuient donc à bord d'une fusée spatiale en laissant Justin, qui décide de rester avec son père

## Distribution

### Turbo Rangers
| Acteurs                                   | Rôles                                | Rangers                 | Armes                                                          | Véhicules                                      | Zords                           |
| ----------------------------------------- | ------------------------------------ | ----------------------- | -------------------------------------------------------------- | ---------------------------------------------- | ------------------------------- |
| Jason David Frank (VF : Patrick Poivey)   | Thomas « Tommy » Oliver              | Turbo Ranger rouge (I)  | Turbo Morpher, Auto Blaster, Turbo Épée, Turbo Glaive Lumineux | Turbo Kart rouge, Red Lightning (mode Voiture) | Red Lightning                   |
| Blake Foster (VF : Sophie Arthuys)        | Justin Stewart                       | Turbo Ranger bleu       | Turbo Morpher, Auto Blaster, Turbo Épée, Turbo Blasters        | Turbo Kart bleu, Storm Blaster                 | Mountain Blaster, Siren Blaster |
| Johnny Yong Bosch (VF : Bernard Soufflet) | Adam Park                            | Turbo Ranger vert (I)   | Turbo Morpher, Auto Blaster, Turbo Épée, Turbo Canon           | Turbo Kart vert                                | Desert Thunder                  |
| Nakia Burrise (VF : Béatrice Bruno)       | Tanya Sloan                          | Turbo Ranger jaune (I)  | Turbo Morpher, Auto Blaster, Turbo Épée, Turbo Poings          | Turbo Kart jaune                               | Dune Star                       |
| Catherine Sutherland (VF : Agnès Gribe)   | Katherine « Kat » Hillard            | Turbo Ranger rose (I)   | Turbo Morpher, Auto Blaster, Turbo Épée, Turbo Arbalète        | Turbo Kart rose                                | Wind Chaser                     |
| Selwyn Ward (VF : Benoît Du Pac)          | Théodore Jay « T.J. » Jarvis Johnson | Turbo Ranger rouge (II) | Turbo Morpher, Auto Blaster, Turbo Épée, Turbo Glaive Lumineux | Turbo Kart rouge, Lightning Cruiser            | Red Lightning, Lightning Fire   |
| Roger Velasco (VF : Romain Redler)        | Carlos Vallerte                      | Turbo Ranger vert (II)  | Turbo Morpher, Auto Blaster, Turbo Épée, Turbo Canon           | Turbo Kart vert                                | Desert Thunder, Thunder Loader  |
| Tracy Lynn Cruz (VF : Julie Turin)        | Ashley Hammond                       | Turbo Ranger jaune (II) | Turbo Morpher, Auto Blaster, Turbo Épée, Turbo Poings          | Turbo Kart jaune                               | Dune Star, Star Racer           |
| Patricia Ja Lee (VF : Valérie de Vulpian) | Cassie Chan                          | Turbo Ranger rose (II)  | Turbo Morpher, Auto Blaster, Turbo Épée, Turbo Arbalète        | Turbo Kart rose                                | Wind Chaser, Wind Rescue        |

### Extra Rangers
| Acteurs     | Rôles          | Rangers        | Armes                | Véhicules      | Zords       |
| ----------- | -------------- | -------------- | -------------------- | -------------- | ----------- |
| David Walsh | Centurion bleu | Centurion bleu | Synergizer Centurion | Moto Centurion | Robo Racer  |
| Ali Afshar  | Ranger fantôme | Ranger fantôme | fantôme Laser        |                | Artillatron |

### Amis

#### Base Arrière
La Base Arrière a continué de servir de quartier général principal aux Turbo Rangers. La Base Arrière est détruite par les forces de Divatox après qu'elle a découvert son emplacement.
- Dimitria (Carol Hoyt) : Dimitria est une amie de Zordon originaire de la planète Inquiris qui remplace Zordon en tant que mentor des Turbo Rangers après son retour sur Eltar et sa résidence dans son tube de plasma. En raison de son origine d'Inquiris, elle guide les Turbo Rangers en leur posant des questions auxquelles ils doivent répondre pour résoudre leurs problèmes. Elle découvre qu'elle a une sœur jumelle, mais ne connaît jamais l'identité de cette sœur jumelle. Lorsqu'il est révélé qu'Eltar est attaqué par l'Alliance Unie du Mal, Dimitria décide de quitter la Terre avec le Centurion bleu pour aider les habitants d'Eltar.
- Alpha 6 (Katerina Luciani) : Alpha 6 est un assistant robotique créé par le Roi Lexus d'Édénoï et envoyé à la Base Arrière pour remplacer Alpha 5 après son départ pour Eltar avec Zordon. Alpha 6 a une personnalité très différente de celle d'Alpha 5, étant beaucoup plus direct et impatient. Alpha 6 quitte avec les Turbo Rangers pour se rendre sur Eltar après que la Base Arrière a été détruite par Divatox.

#### Angel Grove
- Farkus « Bulk » Bulkmeier et Eugène « Skull » Skullovitch (Paul Schrier et Jason Narvy) : Bulk et Skull sont deux adolescents d'Angel Grove qui rejoignent brièvement la patrouille de police junior d'Angel Grove avant d'être transformés en singes par Elgar. Ils sont ensuite adoptés par Jérôme Stone, qui a quitté son poste de policier pour prendre en charge la Maison des Jeunes d'Angel Grove. Ils tentent ensuite de faire deviner leur véritable identité aux gens jusqu'à ce qu'ils soient exposés par l'un des torpilles de Divatox, qui les transforme à nouveau en humains mais les rend temporairement invisibles. Leur invisibilité finit par disparaître et les deux commencent à occuper des emplois insolites à Angel Grove, le plus long étant des guides touristiques montrant des lieux attaqués par des monstres.
- Rocco « Rocky » DeSantos (Steve Cardenas) : Rocky DeSantos est l'ancien Zeo Ranger III bleu qui a renoncé à devenir le Turbo Ranger bleu après avoir subi une blessure au dos. Il transmet ces pouvoirs à Justin Stewart. On le voit pour la dernière fois assister à sa cérémonie de remise des diplômes à l'Angel Grove High School avec ses anciens coéquipiers.
- Doug Stewart (Michael Cunningham) : Doug Stewart est le père de Justin Stewart, le Turbo Ranger bleu, et il est constamment absent de la ville en raison de son travail. Finalement, il obtient un nouvel emploi qui le garde à Angel Grove jusqu'à ce qu'on lui propose un nouvel emploi en dehors de la ville, ce qui l'oblige, lui et Justin, à quitter Angel Grove.
- Jenny Hunter (Nancy De Mayo) : Jenny Hunter est la nièce de Jérôme Stone qui vient séjourner chez lui pendant l'été et aspire à devenir danseuse professionnelle. On découvre qu'elle a eu un passé problématique et qu'elle est accusée d'avoir perdu de l'argent, alors qu'en réalité, c'est Bulk et Skull qui l'ont pris. Elle entretient également une rivalité avec Katherine Hillard lorsqu'elles se disputent une place à la Royal Academy. Katherine la confronte en la qualifiant de personne impolie.
- la maire Carrington (Christina Miles) : La maire Carrington est la mairesse d'Angel Grove qui prend la parole lors d'une campagne de nettoyage de bienfaisance à l'échelle de la ville et remet une donation au groupe qui ramasse le plus de déchets.
- Erutan (Broc Benedict) : Ertuan est un esprit de la nature vivant dans la forêt d'Angel Grove, prenant la forme d'un jeune garçon pour interagir avec les gens. Il se lie d'amitié avec T.J. Johnson après l'avoir sauvé d'une quasi-destruction par Lord Litter. Il est capturé par Lord Litter et Elgar, mais est secouru par les Turbo Rangers, leur lançant un éclair de foudre en représailles. Il disparaît dans la forêt peu de temps après cette bataille et continue de veiller sur elle à distance.
- Vicki (Barret Swatek) : Vicki est une amie de Cassie Chan, la Turbo Ranger rose, avec qui elle essaie de former un groupe en auditionnant d'autres personnes. Cependant, elle est mise de côté lorsque Cassie choisit Crash et The Creeps, pour lesquels elle s'excuse par la suite après avoir découvert qu'ils étaient des monstres maléfiques.

#### Lycée d'Angel Grove
Le lycée d'Angel Grove est le lycée fréquenté par les Turbo Rangers.
- Monsieur Caplan (Henry Cannon) : Monsieur Caplan est le directeur du lycée d'Angel Grove et il est présent lors de la cérémonie de remise des diplômes de Katherine Hillard, Tanya Sloan, Adam Park et Rocky DeSantos. Il est également responsable de donner des retenues aux élèves, ce qui inclut souvent Bulk et Skull, même s'ils ont déjà obtenu leur diplôme du lycée.
- Madame Appleby (Royce Herron) : Madame Appleby est une enseignante travaillant au lycée d'Angel Grove et elle est présente lors de la cérémonie de remise des diplômes de Katherine Hillard, Tanya Sloan, Adam Park et Rocky DeSantos. Elle est également responsable de donner un test à Justin Stewart qui lui permet de passer quelques années en avance et d'entrer au lycée. Katherine Hillard l'assiste en tant qu'enseignante stagiaire pour certains de ses cours.

#### Maison des Jeunes
La Maison des Jeunes, lieu de rencontre local, est acheté par Jérôme Stone après le départ d'Ernie pour construire un pont en Amérique du Sud. La Maison des Jeunes d'Angel Grove comprend une zone d'entraînement pour que les Turbo Rangers s'entraînent et donnent des cours, ainsi qu'un bar à jus pour se détendre et se relaxer.
- Jérôme Stone (Gregg Bullock) : Jérôme Stone est un ancien lieutenant de police et détective qui ferme son agence de détective pour rejoindre brièvement le département de police d'Angel Grove, jusqu'à ce qu'il prenne en charge la Maison des Jeunes d'Angel Grove lorsque Ernie part construire un pont en Amérique du Sud. Il adopte également deux singes qui étaient en réalité Bulk et Skull. Ensuite, il aide Bulk et Skull à trouver des emplois insolites à Angel Grove après leur retour à leur forme humaine, notamment grâce à une visite touristique qu'il a créée montrant les lieux d'Angel Grove attaqués par des monstres.

#### Eltar
- Zordon (Bob Manahan) : Zordon est l'ancien mentor des Power Rangers qui retourne sur sa planète d'origine, Eltar, peu de temps après que les Turbo Rangers aient obtenu leur diplôme du lycée. Plus tard, il revient sur Terre afin d'assister à l'introduction de la nouvelle équipe des Turbo Rangers. Il crée les Robot Rangers avec Alpha 5 et les envoie sur Terre pour tester leur efficacité. Zordon informe ensuite les Turbo Rangers qu'Eltar est attaqué et leur demande de veiller à ce que la Terre ne subisse pas le même sort.
- Alpha 5 (Richard Steven Horvitz) : Alpha 5 est l'assistant robotique de Zordon et des Turbo Rangers, qui quitte laBase Arrière après que Zordon décide de retourner sur sa planète d'origine, Eltar. Plus tard, il retourne sur Terre lorsque les Turbo Rangers transmettent leurs pouvoirs à un nouveau groupe d'adolescents et aide Zordon dans la création des Robot Rangers.
- Robot Rangers : Les Robot Rangers sont des versions robotiques de T.J. Johnson, Justin Stewart, Carlos Vallerte, Cassie Chan et Ashley Hammond créées comme un test pour fournir de l'aide aux Turbo Rangers.
  - T.J. Johnson (Robot Ranger) (Selwyn Ward) : T.J. Johnson (robot) est un clone robotique du véritable T.J. Johnson créé par Zordon et Alpha 5 sur Eltar dans le cadre d'une expérience visant à tester si un clone robotique peut être aussi efficace qu'un Power Ranger humain. Il est capable de se métamorphoser en Turbo Ranger rouge. Après avoir combattu deux monstres de Divatox, il retourne sur Eltar pour des tests supplémentaires.
  - Justin Stewart (Robot Ranger) (Blake Foster) : Justin Stewart (robot) est un clone robotique du véritable Justin Stewart créé par Zordon et Alpha 5 sur Eltar dans le cadre d'une expérience visant à tester si un clone robotique peut être aussi efficace qu'un Power Ranger humain. Il est capable de se métamorphoser en Turbo Ranger Turbo. Il est également programmé pour croire qu'il est le véritable Justin Stewart et pense que ses coéquipiers ont été remplacés par des clones robotiques maléfiques jusqu'à ce que le vrai Justin Stewart reprogramme les souvenirs de sa véritable identité. Après avoir combattu deux monstres de Divatox, il retourne sur Eltar pour des tests supplémentaires.
  - Carlos Vallerte (Robot Ranger) (Roger Velasco) : Carlos Vallerte (robot) est un clone robotique du véritable Carlos Vallerte créé par Zordon et Alpha 5 sur Eltar dans le cadre d'une expérience visant à tester si un clone robotique peut être aussi efficace qu'un Power Ranger humain. Il est capable de se métamorphoser en Turbo Ranger vert. Après avoir combattu deux monstres de Divatox, il retourne sur Eltar pour des tests supplémentaires.
  - Ashley Hammond (Robot Ranger) (Tracy Lynn Cruz) : Ashley Hammond (robot) est un clone robotique de la véritable Ashley Hammond créé par Zordon et Alpha 5 sur Eltar dans le cadre d'une expérience visant à tester si un clone robotique peut être aussi efficace qu'un Power Ranger humain. Elle est capable de se métamorphoser en Turbo Ranger jaune. Après avoir combattu deux monstres de Divatox, elle retourne sur Eltar pour des tests supplémentaires.
  - Cassie Chan (Robot Ranger) (Patricia Ja Lee) : Cassie Chan (robot) est un clone robotique de la véritable Cassie Chan créé par Zordon et Alpha 5 sur Eltar dans le cadre d'une expérience visant à tester si un clone robotique peut être aussi efficace qu'un Power Ranger humain. Elle est capable de se métamorphoser en Turbo Ranger rose. Après avoir combattu deux monstres de Divatox, elle retourne sur Eltar pour des tests supplémentaires.

#### Liaria
- Lerigot (Lex Lang) : Lerigot est un sorcier de la planète Liaria qui entre en contact avec les Turbo Rangers après les avoir sauvés, ainsi que sa famille, des griffes de Divatox sur l'Île de Muranthias et avoir vaincu Maligore. Il retourne sur Terre pour utiliser sa magie afin de libérer Zordon de sa boucle temporelle, lui permettant ainsi de retourner sur Eltar avec Alpha 5. Après que Zordon et Alpha 5 aient réussi à traverser un portail vers Eltar, Lerigot retourne sur sa planète d'origine.

#### Inquiris
- Visceron (David Walsh) : Visceron est un guerrier extraterrestre originaire d'Inquiris et un ami de Dimitria qui a été capturé et lavé de cerveau par Divatox alors qu'il se rendait sur Terre pour transmettre un message important à Dimitria. Après avoir été libéré de son lavage de cerveau et s'être rétabli, il révèle à Dimitria qu'elle a une sœur jumelle.

### Ennemis

#### Pirates de l'Espace
- Divatox (Carol Hoyt et Hilary Shepard) : Divatox est une pirate de l'espace qui se rend sur Terre pour la conquérir en se vengeant des Turbo Rangers après avoir contrecarré ses plans de se marier avec Maligore. Son plan original consistait à placer des détonateurs déguisés en divers objets tout en envoyant des monstres pour distraire les Turbo Rangers jusqu'à ce que les détonateurs soient activés. Elle finit par abandonner ce plan pour des plans d'attaque plus précis et calculés. Lorsqu'elle teste un faisceau de téléportation, elle développe une amnésie pendant un court laps de temps et travaille dans une pizzeria jusqu'à ce que ses généraux la retrouvent et lui restaurent la mémoire. Après l'arrivée de son frère, le Général Havoc, pour lui livrer la base spatiale qu'elle a commandée, elle déplace son sous-marin là-bas et en fait sa nouvelle base d'opérations. Divatox pilote Diva Zord - Faucon Zord après que les Diva Zords aient été créés par Porto, mais elle est forcée de battre en retraite lorsque celui-ci présente des dysfonctionnements. Après avoir appris l'emplacement de la Base Arrière, Divatox prépare une attaque à grande échelle et parvient à détruire définitivement la base. Avant qu'elle ne puisse prendre le contrôle de la planète, elle est convoquée par Dark Specter pour assister à une conférence sur la planète Cimmarian avec le reste de l'Alliance du Mal.
- Rygog (Lex Lang) : Rygog est le conseiller le plus fidèle de Divatox et est chargé de la navigation du sous-marin. Il dirige également les Piranhatrons pour combattre les Turbo Rangers lorsque cela est nécessaire et pilote le Diva Zord - Lion Zord pour affronter les Turbo Rangers, contrôlant les deux autres Diva Zords par télécommande. Rygog est responsable de la recherche de l'emplacement de la Base Arrière et accompagne Divatox à la Base Arrière pour assister à sa destruction. Il accompagne également Divatox lorsqu'elle quitte la Terre pour assister à une conférence organisée par Dark Specter.
- Porto (Scott Page-Pagter) : Porto est le conseiller technique de Divatox et est chargé de recruter ou de créer des monstres que Divatox utilise contre les Turbo Rangers. Porto devient rebelle pendant un court laps de temps après s'être senti sous-estimé et utilise une torpille pour grandir et détruire Angel Grove lui-même, mais il revient bientôt après l'échec de ses plans pour vaincre les Turbo Rangers lui-même. Après avoir obtenu les plans du Turbo Megazord capturé, Porto est capable de créer des zords que Divatox utilise contre les Turbo Rangers, pilotant lui-même le Diva Zord - Requin Zord après que Divatox ait piloté un Diva Zord - Faucon Zord défectueux. Après avoir été témoin de la destruction de la Base Arrière, Porto accompagne Divatox lorsqu'elle quitte la Terre pour assister à une conférence organisée par Dark Specter.
- Elgar (Derek Stephen Prince) : Elgar est le neveu maladroit de Divatox qui a survécu à sa chute dans la fosse de feu en tant que sacrifice pour ressusciter Maligore. Il rejoint l'équipage de Divatox alors qu'ils se préparent à conquérir la Terre, se voyant confier des tâches mineures par Divatox pour faire progresser ses plans, comme poser des détonateurs ou diriger des troupes de Piranhatrons pour combattre les Turbo Rangers. Elgar reçoit le Terrorzord à piloter pour affronter le Rescue Megazord, mais son bras se détache dès le premier combat, le forçant à battre en retraite. Il pilote à nouveau le Terrorzord après sa réparation, mais celui-ci est transformé en chameau par Monsieur Goorific. Elgar est responsable de la découverte de l'emplacement de la Base Arrière avec Rygog et dirige l'armée de Piranhatron qui assiège la Base Arrière. Il est également responsable de la destruction du tube de plasma de Zordon et de Dimitria et de la mise en place des bombes qui détruisent finalement la Base Arrière. Ensuite, Elgar accompagne Divatox lorsqu'elle quitte la Terre pour assister à une conférence organisée par Dark Specter.
- Mama D (Carol White) : Mama D est une pirate de l'espace et la mère de Divatox et du Général Havoc. Elle apparaît à sa fille sous forme de transmission holographique pour la réprimander de ne pas être capable de vaincre les Turbo Rangers et de ternir l'honneur de leur famille. Elle aide sa fille en suggérant qu'elle élimine le chef des Turbo Rangers, ce qui pourrait fragiliser la dynamique du reste de l'équipe. Après que Divatox a accompli cela, Mama D invoque le Vortex de l'Éternelle Désolation et du Chagrin pour que Tommy Oliver y tombe, mais elle échoue lorsque celui-ci est sauvé par TJ Johnson et Cassie Chan. Après l'échec de ce plan, elle est vue pour la dernière fois traitant sa fille de ratée.
- Général Havoc (Tom Wyner et Richard Cansino) : Général Havoc est le frère de Divatox qui arrive sur Terre pour livrer la base spatiale que Divatox a commandée il y a un siècle. Il aide également Divatox pendant un court laps de temps en attaquant Angel Grove avec son Metallosaurus et en capturant le Turbo Megazord ainsi que le Rubis Magique du Ranger fantôme. Après la destruction de son deuxième Metallosaurus, le Général Havoc décide de quitter la base spatiale pour construire un meilleur Metallosaurus.
- Piranhatrons : Les Piranhatrons sont des guerriers ressemblant à des poissons que Divatox utilise comme soldats de base.
- Chromites : Les Chromites sont des créatures ressemblant à des calmars multicolores qui constituent l'armée personnelle du général Havoc, ainsi que celles chargées de maintenir le bon fonctionnement de la base spatiale.

## Armes
- Turbo Morphers ◆◆◆◆◆ : Les Turbo Morphers sont les outils nécessaires pour se transformer en Turbo Rangers.
- Rubis magique : Le Rubis magique est un joyau mystique qui appartient au Ranger fantôme et est sa source de pouvoir. S'il en est séparé, le Phantom Ranger pourrait disparaître.
- Communicateurs ◆◆◆◆◆ : Les Communicateurs sont des dispositifs semblables à des montres utilisés par les Turbo Rangers pour communiquer entre eux, avec la Base Arrière et pour la téléportation.
- Auto Blaster mode Poursuite ◆◆◆ : L'Auto Blaster Mode Poursuite est une puissante arme de type blaster qui est une combinaison de l'Auto Blaster et du Turbo Navigator Mode Poursuite.
  - Turbo Navigator ◆◆◆◆◆ : Le Turbo Navigator est un dispositif semblable à un mini-ordinateur utilisé par les Turbo Rangers pour localiser divers aliens et détonateurs. Le Turbo Navigator peut également se transformer en une arme de type blaster.
  - Auto Blasters ◆◆◆◆◆ : Les Auto Blasters sont des armes de type blaster utilisées par les Turbo Rangers lors des combats.

- Turbo Épées ◆◆◆◆◆ : Les Turbo Épées sont des armes de type épée utilisées comme armes de mêlée par les Turbo Rangers.
- Turbo R.A.M. (Robotique Arsenal Multiple) ◆◆◆◆◆ : Le Turbo R.A.M. (Robotique Arsenal Multiple) est une arme de type blaster formée lorsque les Turbo Rangers combinent leurs Turbo Armes.
  - Turbo Glaive Lumineux : Le Turbo Glaive Lumineux est l'arme personnelle du Turbo Ranger rouge, qui ressemble à une épée de défense.
  - Turbo Blasters : Les Turbo Blasters sont les armes personnelles du Turbo Ranger bleu, qui ressemblent à des pistolets d'échappement.
  - Turbo Canon : Le Turbo Canon est l'arme personnelle du Turbo Ranger vert, qui ressemble à un canon d'engin.
  - Turbo Poings : Les Turbo Poings sont les armes personnelles du Turbo Ranger jaune, qui ressemblent à des griffes latérales.
  - Turbo Arbalète : Le Turbo Arbalète est l'arme personnelle du Turbo Ranger rose, qui ressemble à un arc de pare-chocs.

- Synergizer Centurion : Le Senturion Synergizer est l'arme personnelle du Centurion bleu, qui combine les caractéristiques d'un blaster et d'une épée.
- fantôme Laser : Le fantôme Laser est une arme de type blaster utilisée par le Ranger fantôme.
- Turbine Laser ◆◆◆◆◆ : Le Turbine Laser est une arme de type blaster utilisée par les Turbo Rangers pour éliminer les monstres puissants.
- Rapidité ◆◆◆◆◆ : Les Turbo Pouvoirs permettent aux Turbo Rangers de se déplacer plus rapidement.
- Turbo Karts ◆◆◆◆◆ : Les Turbo Karts sont des véhicules de type chariot multicolores conduits par les Turbo Rangers.
- Moto Centurion : La Moto Centurion est un véhicule de type moto de police conduit par le Centurion bleu.
- Red Lightning (Mode Voiture) : Le Red Lightning est un Zord de couleur rouge ressemblant à une voiture de course, qui peut être utilisé au sol par le Turbo Ranger rouge. Il est utilisé par celui-ci pour sauver Justin Stewart d'un détonateur déguisé en vélo.
- Lightning Cruiser : Lightning Cruiser est un véhicule sentient de type voiture de course qui est arrivé sur Terre après avoir été libéré d'un astéroïde, et qui est finalement apprivoisé par le Turbo Ranger rouge. Lightning Cruiser est capturé par Divatox lors de son attaque sur la Base Arrière.
- Storm Blaster : Storm Blaster est un véhicule sentient de type jeep qui est arrivé sur Terre après avoir été libéré d'un astéroïde, et qui est finalement apprivoisé par le Turbo Ranger bleu. Storm Blaster est capturé par Divatox lors de son attaque sur la Base Arrière.

## Zords

### Turbo Zords
Parce que les Zeo Zords n'auraient pas été assez puissants pour arrêter Maligore, Zordon a donné aux Turbo Rangers des Turbo Zords pour accompagner leurs nouveaux pouvoirs. Les cinq Turbo Zords sont arrivés à Muranthias et ont réussi à vaincre Maligore après s'être combinés en Turbo Megazord. Le Turbo Megazord a été capturé par le Général Havoc pour être utilisé à des fins maléfiques. Il a été repris par les Turbo Rangers, mais ils l'ont perdu lors d'une attaque par le redoutable Goldgoyle.
- Red Lightning : Le Red Lightning est un Zord rouge ressemblant à une voiture de course qui est piloté par le Turbo Ranger rouge.
- Mountain Blaster : Le Mountain Blaster est un Zord bleu ressemblant à un camion qui est piloté par le Turbo Ranger bleu.
- Desert Thunder : Le Desert Thunder est un Zord vert ressemblant à une fourgonnette qui est piloté par le Turbo Ranger vert.
- Dune Star : Le Dune Star est un Zord jaune ressemblant à un jeep qui est piloté par la Turbo Ranger jaune.
- Wind Chaser : Le Wind Chaser est un Zord blanc ressemblant à une voiture de sport qui est piloté par la Turbo Ranger rose.

### Robo Racer
- Robo Racer : Robo Racer est un Zord ressemblant à une voiture de police qui est piloté par le Centurion bleu et qui a la capacité de se transformer en une forme humanoïde qui rappelle un officier de police.

### Artillatron
- Artillatron : Artillatron est un Zord ressemblant à une remorque qui est piloté par le Ranger fantôme et abrite les Rescue Zords dans ses compartiments de stockage.

### Rescue Zords
Lorsque le Général Havoc a volé le Turbo Megazord, le Ranger fantôme a donné aux Rangers de nouveaux Rescue Zords, qui étaient transportés dans le propre Zord du Ranger fantôme, Artillatron. Chacun des Rescue Zords a deux modes différents - l'un comme véhicules et l'autre comme Guerriers.
- Lightning Fire Tamer : Le Lightning Fire Tamer est un Zord ressemblant à un camion de pompiers qui est donné au Turbo Ranger rouge par le Ranger fantôme après que le Turbo Megazord a été détourné par le Général Havoc. Le Lightning Fire Tamer a la capacité de se transformer en une forme humanoïde qui rappelle un pompier.
- Siren Blaster : Le Siren Blaster est un Zord ressemblant à une voiture de police qui est donné au Turbo Ranger bleu par le Ranger fantôme après que le Turbo Megazord a été détourné par le Général Havoc. Le Siren Blaster a la capacité de se transformer en une forme humanoïde qui rappelle un officier de police.
- Thunder Loader : Le Thunder Loader est un Zord ressemblant à un camion benne qui est donné au Turbo Ranger vert par le Ranger fantôme après que le Turbo Megazord a été détourné par le Général Havoc. Le Thunder Loader a la capacité de se transformer en une forme humanoïde qui rappelle un ouvrier du bâtiment.
- Star Racer : Le Star Racer est un Zord ressemblant à un bulldozer qui est donné au Turbo Ranger jaune par le Ranger fantôme après que le Turbo Megazord a été détourné par le Général Havoc. Le Star Racer a la capacité de se transformer en une forme humanoïde qui rappelle un pilote de voiture de course.
- Wind Rescue : Le Wind Rescue est un Zord ressemblant à une ambulance qui est donné au Turbo Ranger rose par le Ranger fantôme après que le Turbo Megazord a été détourné par le Général Havoc. Le Wind Rescue a la capacité de se transformer en une forme humanoïde qui rappelle une infirmière.

## Megazords
- Turbo Megazord ◆◆◆◆◆ : Les Turbo Zords peuvent se combiner les uns aux autres pour former le Turbo Megazord.
- Rescue Megazord ◆◆◆◆◆ : Les Rescue Zords peuvent se combiner les uns aux autres pour former le Rescue Megazord.
  - Rescue Turbo Megazord ◆◆◆◆◆ : Le Red Lightning, le Mountain Blaster, le Star Racer, le Thunder Loader et le Wind Rescue peuvent se combiner pour former le Rescue Turbo Megazord.

## Épisodes de la cinquième saison (1997)
| No de production | No d'épisode | Titre français                            | Titre original                       | Première diffusion ( Royaume-Uni) |
| ---------------- | ------------ | ----------------------------------------- | ------------------------------------ | --------------------------------- |
| 206              | 01           | Les Rangers mettent le Turbo Partie 1     | Shift Into Turbo, Part I             | 8 septembre 1997                  |
| 207              | 02           | Les Rangers mettent le Turbo Partie 2     | Shift Into Turbo, Part II            | 8 septembre 1997                  |
| 208              | 03           | Les Rangers mettent le Turbo Partie 3     | Shift Into Turbo, Part III           | 8 septembre 1997                  |
| 209              | 04           | Les Rangers de l'ombre                    | Shadow Rangers                       | 13 septembre 1997                 |
| 210              | 05           | Transmission impossible                   | Transmission Impossible              | 13 septembre 1997                 |
| 211              | 06           | Course de bolides                         | Rally Ranger                         | 11 octobre 1997                   |
| 212              | 07           | Le saut de l'ange                         | Built for Speed                      | 11 octobre 1997                   |
| 213              | 08           | Le velo fou                               | Bicycle Built for the Blues          | 11 octobre 1997                   |
| 214              | 09           | Le grand mensonge                         | The Whole Lie                        | 29 novembre 1997                  |
| 215              | 10           | Le pharaon                                | Glyph Hanger                         | 29 novembre 1997                  |
| 216              | 11           | Deux poids, deux mesures                  | Weight and See                       | 29 novembre 1997                  |
| 217              | 12           | Les fausses alertes                       | Alarmed and Dangerous                | 29 novembre 1997                  |
| 218              | 13           | Le message du nouveau millénaire          | The Millennium Message               | 1er décembre 1997                 |
| 219              | 14           | Le match de football                      | A Drive to Win                       | 1er décembre 1997                 |
| 220              | 15           | Ballet de voitures                        | Cars Attacks                         | 1er décembre 1997                 |
| 221              | 16           | Chérie, j'ai rétréci les Rangers Partie 1 | Honey, I Shrunk the Rangers, Part I  | 8 septembre 1997                  |
| 222              | 17           | Cherie, j'ai retreci les Rangers Partie 2 | Honey, I Shrunk the Rangers, Part II | 8 septembre 1997                  |
| 223              | 18           | L'heritage Partie 1                       | Passing the Torch, Part I            | 1er décembre 1997                 |
| 224              | 19           | L'heritage Partie 2                       | Passing the Torch, Part II           | 1er décembre 1997                 |
| 225              | 20           | Vestons maudits                           | Stitch Witchery                      | 29 novembre 1997                  |
| 226              | 21           | Foncez petits bolides                     | The Wheel of Fate                    | 29 novembre 1997                  |
| 227              | 22           | La pizza du monstre                       | Trouble by the Slice                 | 29 novembre 1997                  |
| 228              | 23           | Le fantôme de l'espace                    | The Phantom Phenomenon               | 29 novembre 1997                  |
| 229              | 24           | Volatilisations                           | Vanishing Act                        | 29 novembre 1997                  |
| 230              | 25           | Un froid de voleurs                       | When Time Freezes Over               | 13 septembre 1997                 |
| 231              | 26           | Le jour le plus sombre                    | The Darkest Day                      | 13 septembre 1997                 |
| 232              | 27           | Le dernier espoir                         | One Last Hope                        | 13 septembre 1997                 |
| 233              | 28           | La defaite du fantôme                     | The Fall of the Phantom              | 13 septembre 1997                 |
| 234              | 29           | Le choc des Megazords                     | Clash of the Megazords               | 13 septembre 1997                 |
| 235              | 30           | Robot Ranger                              | The Robot Ranger                     | 13 septembre 1997                 |
| 236              | 31           | Gare au troisième vœu                     | Beware the Third Wish                | 11 octobre 1997                   |
| 237              | 32           | Le jardinier maléfique                    | The Gardener of Evil                 | 11 octobre 1997                   |
| 238              | 33           | Du feu dans le reservoir                  | Fire in Your Tank                    | 11 octobre 1997                   |
| 239              | 34           | Tour de clé                               | The Turn of the Wretched Wrench      | 11 octobre 1997                   |
| 240              | 35           | L'enfant de la nature                     | Spirit of the Woods                  | 11 octobre 1997                   |
| 241              | 36           | Un air de confusion                       | The Song of Confusion                | 11 octobre 1997                   |
| 242              | 37           | L'accident                                | The Accident                         | 11 octobre 1997                   |
| 243              | 38           | Le meilleur ami de Cassie                 | Cassie's Best Friend                 | 8 septembre 1997                  |
| 244              | 39           | La balle tournante                        | The Curve Ball                       | 8 septembre 1997                  |
| 245              | 40           | Carlos et le vampire                      | Carlos and the Count                 | 8 septembre 1997                  |
| 246              | 41           | Fort comme une fourmi                     | Little Strong Man                    | 8 septembre 1997                  |
| 247              | 42           | Le requin "sauve Turbo"                   | The Rival Rangers                    | 8 septembre 1997                  |
| 248              | 43           | Vol de colis express                      | Parts and Parcel                     | 8 septembre 1997                  |
| 249              | 44           | La course à l'espace                      | Chase Into Space, Part I             | 8 septembre 1997                  |
| 250              | 45           | Poursuite dans l'espace                   | Chase Into Space, Part II            | 8 septembre 1997                  |